# Valeria Silva Merea
Valeria Silva Merea (Lima, 4 de septiembre de 1985) es una nadadora peruana. Participó en los Juegos Olímpicos de Atenas 2004 y los de Pekín 2008. Ha sido campeona en varios torneos sudamericanos. Tiene 39 años. 

## Biografía
Estudió la primaria y parte de la secundaria en el Colegio Santa Úrsula y terminó la secundaria en el Colegio Humboldt. Se inició en la natación a la edad de 7 años en el Club de Regatas Lima. Sus padres Javier Silva y Luisa Merea fueron deportistas que integraron los representativos nacionales de vóleibol. Su madre participó en los Juegos Olímpicos de Montreal 1976. Su hermano mayor Matías fue tenista profesional y representó al Perú en la Copa Davis, ayudando al equipo peruano a ingresar al grupo mundial.

## Palmarés
- XXIII Copa del Pacífico Barrancabermeja Colombia 1998. Tres medallas de oro, y superó los records nacionales en su categoría en 50 libres, 100 espalda, 200 combinado, 100 pecho y 4 por 100 combinado.
- XIV Juegos Bolivarianos Ecuador 2001: Medalla de oro - 100 metros espalda, Medalla de oro - 200 metros espalda, Medalla de oro - 100 metros pecho, Medalla de oro - 200 metros pecho, Medalla de oro - relevos 4 por 100.
- Sudamericano Absoluto de Natación 2002: Medalla de oro - 50 metros pecho, Medalla de oro - 100 metros pecho
- Sudamericano Absoluto de Natación 2004: Medalla de oro - 50 metros pecho, Medalla de bronce - 100 metros pecho
- XV Juegos Bolivarianos Colombia 2005: Medalla de oro - 200 metros espalda, Medalla de plata - 100 metros pecho.
- Sudamericano Absoluto de Natación Brasil 2008: Medalla de oro - 50 metros pecho (Récord Sudamericano), Medalla de oro - 100 metros pecho

- Datos: Q169773